# Jeanne d'Arc (tàu tuần dương Pháp) (1930)
Jeanne d'Arc là một tàu tuần dương hạng nhẹ huấn luyện của Hải quân Pháp, từng hoạt động trong Chiến tranh Thế giới thứ hai.
Jeanne d'Arc được chế tạo tại Saint-Nazaire chỉ trong vòng hai năm theo những bản vẽ của Kỹ sư Antoine. Nó được thiết kế như cả một tàu huấn luyện trong thời bình lẫn một tàu có đủ khả năng tác chiến khi cần thiết.
Vào năm 1931, nó lên đường cho chuyến đi đầu tiên dưới quyền chỉ huy của Đại tá hải quân André Marquis. Để phô trương thanh thế, nó đi qua các nước Nam Mỹ nơi Pháp muốn tăng cường ảnh hưởng; chiếc tàu tuần dương còn ghé thăm một số nước khu vực Hắc Hải vào năm 1932.
Trong Chiến tranh Thế giới thứ hai, Jeanne d'Arc được bổ nhiệm về Đội Tây Đại Tây Dương tham gia vào việc phong tỏa các tàu hàng Đức từ các cảng trung lập. Vào cuối tháng 5 năm 1940, cùng với tàu tuần dương Émile-Bertin, nó khởi hành từ Brest dưới quyền chỉ huy của Chuẩn Đô đốc Rouyer hướng sang Canada, với một chuyến hàng đặc biệt là một phần lượng vàng dự trữ của Ngân hàng Pháp Quốc. Sau khi gặp gỡ chiếc tàu sân bay Béarn giữa Đại Tây Dương, hải đội đã đi đến Halifax, Nova Scotia an toàn. Sau đó Jeanne d'Arc đi đến Tây Ấn thuộc Pháp, rồi ở lại cảng Martinique cho đến tháng 7 năm 1943.
Vào năm 1943, Jeanne d'Arc gia nhập lực lượng Pháp Tự do; và đến tháng 12 nó tham gia các hoạt động tại Corse và trong Chiến dịch Dragoon, cuộc đổ bộ của lực lượng Đồng Minh xuống miền Nam nước Pháp vào năm 1944. Sau chiến tranh nó quay trở lại vai trò một tàu tuần dương huấn luyện, với 27 chuyến đi vòng quanh thế giới trước khi được cho ngừng hoạt động vào năm 1964.